# Lijst van stadspoorten in Nederland
Deze pagina toont een lijst van (voormalige) stadspoorten in Nederland gesorteerd per stad. Poorten gevolgd door een asterisk (*) zijn nog bestaande poorten.

## 's-Hertogenbosch
- Antwerpse Poort
- Boompoort (waterpoort aan den Boom)
- Brusselse Poort
- Groote Hekel (waterpoort)
- Hinthamer Poort
- Koepoort
- Klokgieterspoort
- Leuvensepoort
- Molensteegpoort
- Orthense Poort
- Pieckepoort
- Pijnappelsche Poort
- Sint-Janspoort
- Vughterpoort
- De Waterpoort*
- Noordelijke Waterpoort

## Aardenburg
- Westpoort*

## Alkmaar
- Boompoort
- Friesepoort
- Geesterpoort
- Kennemerpoort
- Nieuwlanderpoort
- Schermerpoort*
- Waterpoort

## Amersfoort
- Bloemendalse buitenpoort
- Havicker- of Bloemendalse binnenpoort
- Heren- of Schoolpoort
- Kamperbinnenpoort*
- Kamperbuitenpoort
- Koningspoort
- Koppelpoort*
- Monnikendam*
- Rodetorenpoort
- Sint Agatha- of Pispoort
- Slijkpoort
- Trijsgens- of Sint Andriespoort
- Utrechtse poort

## Amsterdam
- Haarlemmerpoort*
- Heiligewegspoort
- Leidsepoort
- Muiderpoort*
- Regulierspoort
- Sint Olofspoort
- Sint Anthoniespoort*
- Utrechtsepoort
- Weesperpoort

## Arnhem
- Janspoort
- Rijnpoort
- Sabelspoort*
- Velperpoort

## Bergen op Zoom
- Bospoort
- Gevangenpoort (Lievevrouwepoort)*
- Ham- of Waterpoort
- Sint-Jacobspoort
- Sint-Nicolaas- of Houtpoort
- Steenbergsepoort
- Verloren Cost- of Begijnenpoort
- Wouwsepoort

## Breda
- Antwerpsepoort
- Boschpoort
- Catharijnepoort
- Eindpoort
- Gasthuispoort
- Ginnekenpoort
- Spanjaardsgat (waterpoort)*
- Tolbrugpoort

## Bredevoort
- Aalterpoort
- Misterpoort

## Brielle
- Langepoort*
- Noordpoort
- Kaaipoort*
- Zuidpoort
- Waterpoort
- Langestraatse Poort

## Buren
- Begijnenpoort (Buren)
- Cockspoort
- Huizerpoort*
- Keelaffpoort
- Steygerpoort
- Vrouwenpoort

## Culemborg
- Binnenpoort of Lanxmeersepoort*
- Poppedanstoren
- Lekpoort

## Delden
- Goorse poort
- Woolderpoort

## Delft
- Haagpoort
- Koepoort
- Oostpoort*
- Rotterdamse Poort
- Schiedamse Poort
- Schoolpoort
- Wateringsepoort
- Waterslootse Poort

## Delfzijl
- Grote Waterpoort*
- Kleine Waterpoort of De Ruijterpoort*
- Landpoort
- Farmsumer Poort

## Den Haag
- Gevangenpoort*
- Spuipoort

## Doesburg
- Meipoort
- Ooipoort
- Veerpoort
- Koepoort

## Doetinchem
- Gruiterpoort
- Heezenpoort
- Homburger Poort
- Waterpoort

## Dokkum
- Aalsumerpoort
- Anjummerpijp (waterpoort)
- Halvemaanspoort
- Hanspoort
- De 3 Pijpen (waterpoort)
- Woudpoort
- Woudpijp (waterpoort)

## Dordrecht
- Annapoort
- Blauwpoort
- Catharijnepoort*
- Groothoofdspoort*
- Grote sluispoort of Zuidersluispoort
- Kleine sluispoort of Noordersluispoort
- Melkpoortje
- Riedijkspoort
- Sint-Jorispoort
- Spuipoort
- Vriesepoort
- Vuilpoort

## Edam
- Middenlierpoort
- Monnickendammerpoort
- Oosterpoort
- Westerpoort
- Zuidoosterpoort

## Eindhoven
- Woenselse Poort
- Stratumse Poort
- Gestelse Poort

## Elburg
- Vischpoort (Elburg)*
- Goorpoort
- Mheenpoort
- Oostpoort (Elburg)

## Enkhuizen
- Koepoort*
- Drommedaris*
- Boerenboom*
- Ketenboom
- Noorderpoort
- Oude Gouwsboom*
- Staverse Poortje*

## Enschede
- Espoort
- Veldpoort

## Franeker
- Oosterpoort of Harlingse poort
- Westerpoort of Dokkumse Poort
- Waterpoort

## Geertruidenberg
- Bierpoort
- Brandpoort, stond recht achter de Geertruidiskerk
- Bredaschepoort of Koepoort
- Dordrechtsepoort of Waterpoort
- Veenpoort

## Goes
- s-Heer Hendrikskinderenpoort
- Oostpoort
- Ganzepoort
- Koepoort
- St. Maartenspoort of Havenpoort

## Gouda
- Kleijwegspoort
- Potterspoort
- Rotterdamsepoort of Dijkpoort
- Tiendewegspoort
- Waterpoort of Veerstalpoort

## Gorinchem
- Dalempoort*
- Waterpoort (* tot 1894; tegenwoordig in de tuin van het Rijksmuseum in Amsterdam)
- Arkelpoort
- Kanse poort

## Grave
- Brugpoort
- Hampoort*
- Maaspoort*

## Harderwijk
- Smeepoort    (Smedepoort)*
- Luttekepoort (St.Nicolaaspoort)
- Grotepoort
- Pelenpoort
- Vischpoort   (Lage Bruggepoort)*
- Hoge Bruggepoort

## Harlingen
- Noorderpoort of Bilderpoort
- Franekerpoort
- Kerckpoort
- Zuyderpoort
- Hauenpoort

## Hattem
- Dijkpoort* in 1908 voorzien van een weergang, kap- en hoektorentjes

## Hellevoetsluis
- Brielse poort* in 1885 verbouwd tot de huidige vorm.

## Helmond
- Hoogeindse Poort
- Veepoort
- Meipoort
- Binderpoort * staat deels in Lieshout

## Heukelum
- Oostpoort
- Veerpoort
- Westpoort

## Heusden
- Bossche poort
- Herptse poort (opvolger Bossche poort)
- Oudheusdense poort
- Veerpoort*
- Wijkse poort*

## Hulst
- Dubbele Poort
- Gentse Poort
- Bagijnepoort
- Keldermanspoort

## Kampen
- Broederpoort*
- Blauwehandpoort
- Cellebroederspoort*
- Hagenpoort
- Kalverhekkenpoort
- Koornmarktspoort*
- Lampetpoort
- Louwenpoort
- Meerminnenpoort
- Venepoort
- Vispoort
- Zwanepoort

## Leerdam
- Veerpoort
- Schoonrewoerdse poort
- Hoogpoort
- Steigerpoort

## Leeuwarden
- Hoekster binnen- en buitenpoort
- Lieve-Vrouwe binnen- en buitenpoort
- Wirdumer binnen- en buitenpoort
- Tuinsterpoort
- Oldehoofster waterpoort
- Jelgerapoort
- Wirdumer waterpoort
- Hoekster waterpoort
- Huizumer waterpoort
- Nieuwe waterpoort

## Maastricht
- Helpoort*
- Minderbroederspoort
- Looierspoort
- Lenculenpoort
- Tweebergenpoort
- Gevangenpoort
- Leugenpoort
- Veerlinxpoort
- Molenpoort
- Jodenpoort
- Schuttenpoort
- Visserspoort
- Batpoort
- Onze-Lieve-Vrouwepoort
- Sint-Pieterspoort
- Tongersepoort
- Brusselsepoort
- Lindenkruispoort
- Boschpoort
- Sint-Maartenspoort
- Duitse Poort
- De Reek*
- Wycker Waterpoort*

## Medemblik
- Westerpoort

## Middelburg
- Koepoort*
- Vlissingse Poort
- Segeerspoort of Sint Geertruidspoort
- Veersepoort (voormalige Noorddampoort)
- Zuiddampoort
- Langevielepoort
- Seispoort
- Noordpoort
- Nieuwe Poort*

## Monnickendam
- Nieuwepoort
- Noorderpoort
- Sacksteeghspoort
- Zuydenderpoort of Zuideinde poort

## Montfoort
- IJsselpoort*
- Willig Schipper Poort

## Naarden
- Amsterdamse Poort
- Utrechtse Poort (Naarden)*

## Nijmegen
- Nieuwe Hezelpoort*
- Wiemelpoort
- Hunnerpoort
- Hertogspoort
- Ziekerpoort
- Molenpoort hoofdpoort naar het zuiden

## Oldenzaal
- Bisschopspoort
- Deurningerpoort
- Steenpoort

## Purmerend
- Amsterdamsche Poort
- Hoornse Poort
- Neckerpoort
- Purmerpoort of Oostpoort

## Rhenen
- Bergsepoort
- Utrechtsepoort
- Rhijn of Rijnpoort

## Roermond
- Kraanpoort
- Zwartbroekpoort of Kapellerpoort
- Brugpoort
- Ezelspoort
- Koolpoort
- Molenpoort
- Venlose Poort of Moerkenspoort
- Nielderpoort of Veldpoort
- Sint Janspoort
- Spuelpoort

## Rotterdam
- Delftsche Poort
- Goudsche Poort
- Hofpoort
- Oostpoort
- Ooster Oude Hoofdpoort
- Wester Oude Hoofdpoort
- Ooster Nieuwe Hoofdpoort
- Wester Nieuwe Hoofdpoort
- Schiedamsche Poort
- Binnenwegsche Poort

## Schiedam
- Ketelpoort
- Vlaardingse Poort
- Rotterdamsche Poort of Rotterdammer poort
- Overschiesche Poort

## Schoonhoven
- Kruispoort
- Lopikerpoort
- Veerpoort*
- Vrouwenpoort
- Williger of Langerakpoort

## Sittard
- Broekpoort
- Limbrichterpoort
- Putpoort
- Waterpoort in de Molenbeek

## Sluis
- Westpoort*
- Zuidpoort*
- Oostpoort*

## Steenwijk
- Woldpoort
- Oostpoort
- Gasthuispoort
- Prinsenpoort (1581-)
- Onnapoort

## Tiel
- Burense Poort
- Dampoort
- Waterpoort (de buitenpoort van de vroegere Kleibergse Poort)
- Westluidense Poort
- Zandwijckse Poort

## Utrecht
- Catharijnepoort
- Tolsteegpoorten
- Weerdpoort
- Wittevrouwenpoort

## Valkenburg
- Geulpoort(*)
- Grendelpoort*
- Berkelpoort*

## Vianen
- Lekpoort*
- Bos- of Hofpoort*
- Oostpoort
- Landpoort

## Vlissingen
- Gevangentoren, ook wel: Bomvrije*
- Rammekenspoort
- Middelburgsepoort

## Wageningen
- Bergpoort
- Nudepoort
- Broekpoort

## Wijk bij Duurstede
- Brugse Poort
- Leuterpoort, de molen Rijn en Lek is boven op de poort gebouwd.
- Veldpoort
- Vrouwenpoort

## Woerden
- Leidse Poort
- Utrechtse Poort
- Kromwijker Poort

## Woudrichem
- Gevangenpoort*
- Koepoort
- Brug- of Oosterpoort
- Landpoort
- Molenpoort

## Zaltbommel
- Waterpoort* (geen poort voor water, maar nabij de Waal gelegen)
- Bosche poort
- Gamerschepoort

## Zierikzee
- Nobelpoort*
- Noordhavenpoort*
- Zuidhavenpoort*

## Zutphen
- Berkelpoort*
- Drogenapstoren*
- Engpoort
- Laarpoort
- Laarbuitenpoort
- Marspoort
- Nieuwstadspoort of Diezerpoort
- Nieuwe Nieuwstadspoort
- Rode poort
- Saltpoort
- Spanjaardspoort* of Spaanse Poort, voorpoort van de Nieuwstadtpoort
- Spittaalbuitenpoort (1390-1877)
- Vispoort
- Veerpoort, in 1457 werd de Bourgonjetoren hier gebouwd

## Zwolle
- Diezerpoort
- Kamperpoort
- Luttekepoort
- Rode Toren (Zwolle)
- Sassenpoort*
- Steenpoort
- Vispoort
- Waterpoort